# Bùi nhùi kim loại

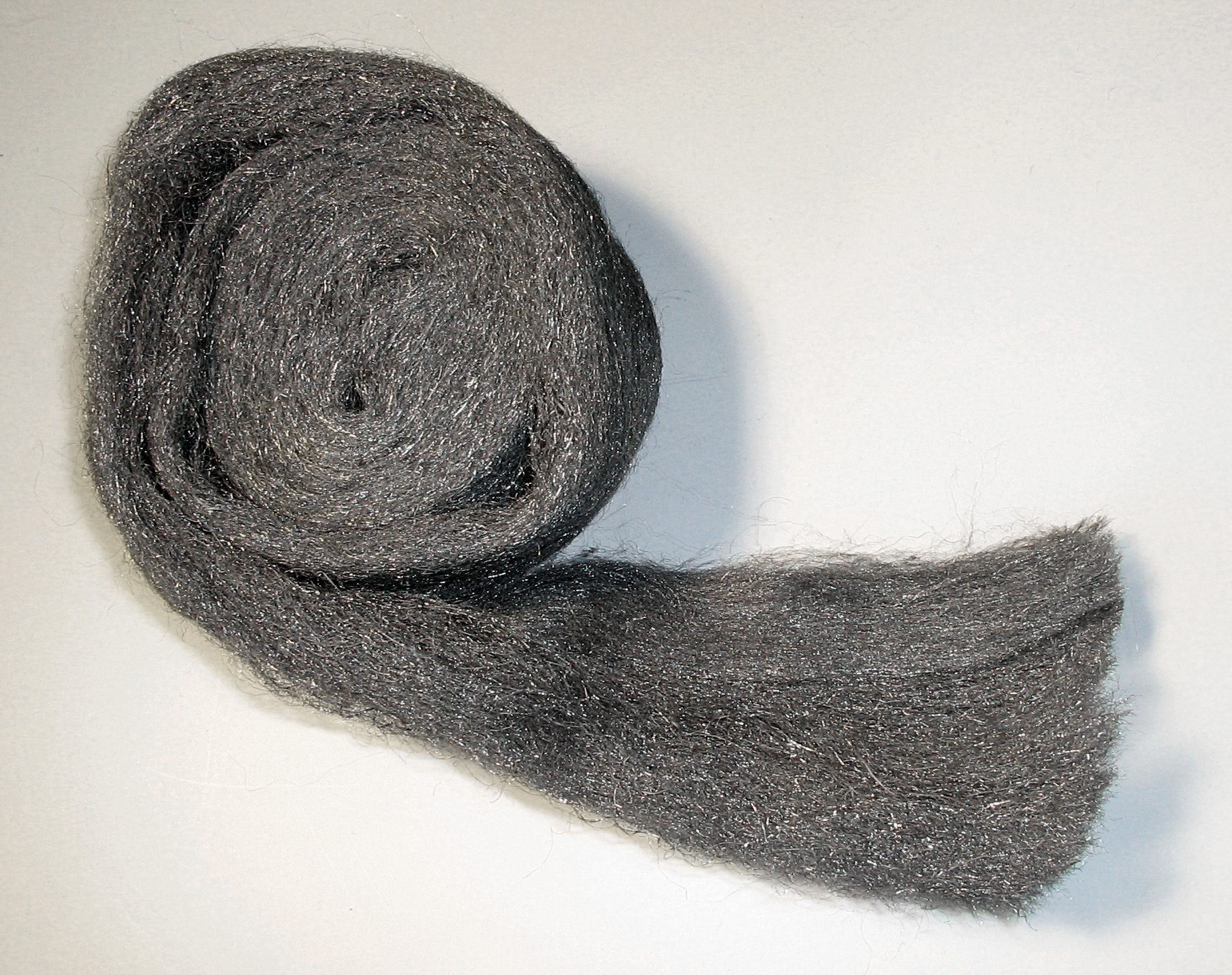
Bùi nhùi kim loại

Bùi nhùi kim loại, hay còn được gọi là  bùi nhùi nhám hoặc bùi nhùi thép, là 1 nhúm các sợi tơ kim loại dùng để đánh bóng, chà bóng các vật liệu như: gỗ, kim loại, nhựa plastic, thủy tinh, khi dùng để đốt thì có thể gây cháy hoặc bỏng nặng.